# مستعمرة طيور

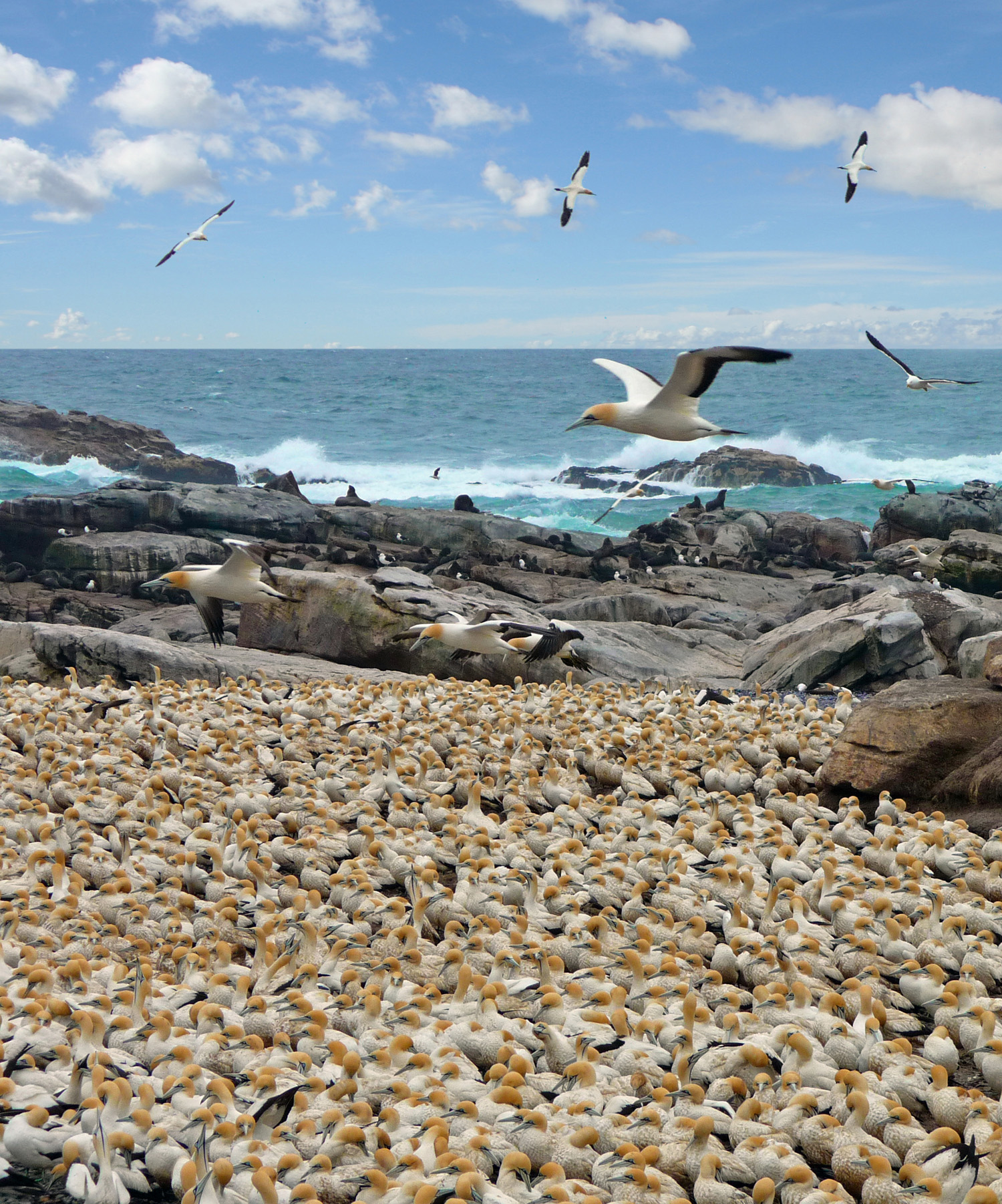
محمية جزيرة الطيور الطبيعية في لامبرتز باي في كيب الغربية بجنوب إفريقيا.

مستعمرة الطيور (بالإنجليزية: Bird colony)‏ مجموعة كبيرة من الطيور من نوع واحد أو أكثر تربض أو توجد بالقرب من مكان معين. ومن المعروف أن العديد من أنواع الطيور تتجمع في مجموعات ذات أحجام مختلفة. وتسمى مجموعة الطيور الرابضة أو المعششة مستعمرة التكاثر، وتشمل الطيور البحرية، مثل: طيور الأوك وطيور القطرس، وأنواع من طيور الأراضي الرطبة مثل البلشونيات وعدد قليل من العصفوريات مثل طيور الحباك، وبعض الصفراويات، وبعض طيور السنونو. وتسمى مجموعة الطيور المتجمعة من أجل الراحة «المجثم الجماعي». وعُثِرَ على أدلةٍ على التعشيش الاستعماري لطيور (Enantiornithes) في رواسب من أواخر العصر الطباشيري (الماسترخي) في رومانيا.

## الاختلافات التعشيش الاستعماري في الطيور
ما يقرب من 13٪ من جميع أنواع الطيور تعشش في مستعمرات، ومستعمرات التعشيش شائعة جدا بين الطيور البحرية على المنحدرات والجزر. وما يقرب من 95٪ من الطيور البحرية هي طيور استعمارية، مما يؤدي إلى استخدام مصطلح «مستعمرة طيور البحر»، والتي تسمى أحيانًا «السرب». وتعشش العديد من أنواع الخرشناوات في مستعمرات على الأرض. وقد يكون تعشيش المستعمرة استجابة تطورية لقلة مواقع التعشيش الآمنة والوفرة أو مصادر الغذاء التي لا يمكن التنبؤ بها والتي تكون بعيدة عن مواقع العش.
وغالبًا ما تتزامن طيور التعشش في تكاثرها، مما يعني أن الكتاكيت كلها تفقس في وقت واحد، لذ سيجد أي حيوان مفترس يأتي في ذلك الوقت عددا من الفرائس أكثر مما يمكنه أن يأكل.

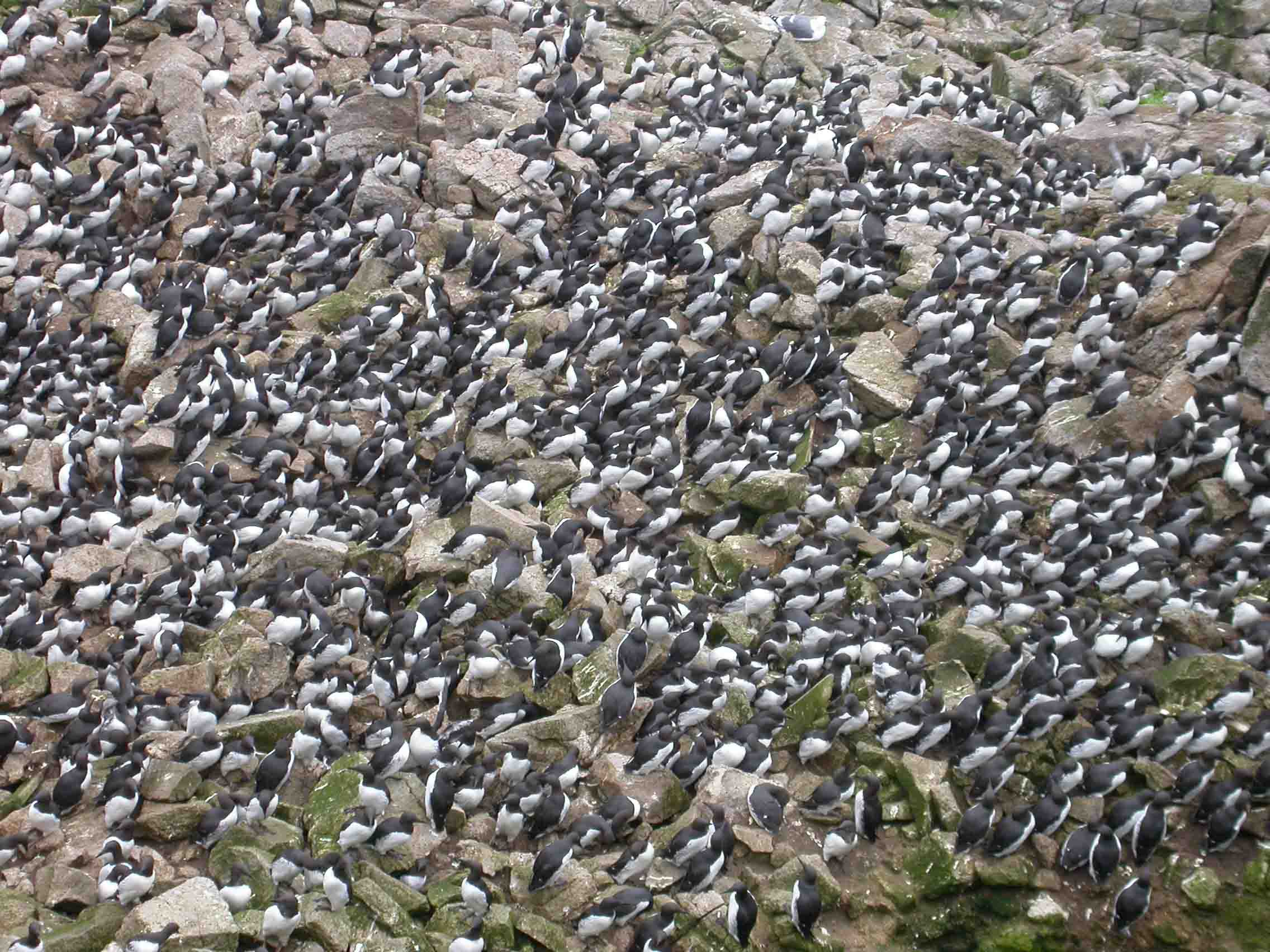
مستعمرة مور العامة (جزر فارالون).

ما يشكل بالضبط مستعمرة هو مسألة تعريف. فالبوفان المعشوق، على سبيل المثال، هو طيور بحرية تعشش على المنحدرات الشديدة والشقوق الصخرية في المنحدرات الساحلية غالبًا على الجزر، حيث يحفر كل زوج حفرة خاصة به، وتعتبر مجموعة الحفر الموجودة على جزيرة بحرية مستعمرة. ونادرا ما يلاحظ طائر سنونو الرمل (الذي يسمى بنك الابتلاع في أمريكا الشمالية)، وإذا لوحظ، يُرى عشه وحيدا منعزلا. وهناك مثال أكثر تطرفا من التعشيش الاستعماري موجود في أسرة طائر الحباك، حيث يبني الحباك الاجتماعي في جنوب أفريقيا مساكن ضخمة متعددة الأسر من الأغصان والأعشاب الجافة، مع مداخل كثيرة تؤدي إلى غرف تعشيش مختلفة، وتستوعب ما يصل إلى مائة من أزواج التعشيش. وتشبه هذه الهياكل أكوام التبن التي تتدلى من الأشجار، وقد تم تشبيهها بالمباني السكنية أو خلايا النحل.
وتستضيف بعض مستعمرات الطيور البحرية الآلاف من أزواج التعشيش من أنواع مختلفة. وجزيرة تريانجل، على سبيل المثال، أكبر مستعمرة للطيور البحرية في كولومبيا البريطانية بكندا، هي موطن للأوك، والنوارس، وطيور الغاق، وطيور الشاطئ، وغيرها من الطيور، وكذلك بعض الثدييات البحرية. وأظهر العديد من الطيور البحرية ولاءً ملحوظًا للموقع، حيث تعود إلى نفس الجحر أو العش أو الموقع لسنوات عديدة، وتدافع عن هذا الموقع من المنافسين بقوة كبيرة. ويزيد ذلك من نجاح التكاثر، ويوفر مكانًا لعودة القرناء من جديد، ويقلل من تكاليف التنقيب عن موقع جديد. وعادة ما يعود صغار البالغين الذين يولدون لأول مرة إلى مستعمراتهم، وغالبا ما يعشون قريبا جدا من مكان الفقس. ويمكن أن تكون مواقع التعشيش الفردية في مستعمرات طيور البحر متباعدة على نطاق واسع، كما هو الحال في مستعمرة طيور القطرس، أو مكتظة بشكل كثيف مثل مستعمرة الأوك. وفي معظم مستعمرات الطيور البحرية، تعشش أنواع مختلفة في نفس المستعمرة، وغالبًا ما تُظهر بعض الفواصل. ويمكن للطيور البحرية أن تعشش في الأشجار (إن وجدت)، أو على الأرض (مع أو بدون أعشاش)، أو على المنحدرات، أو في الجحور تحت الأرض وفي الشقوق الصخرية، وحجم المستعمرة هو جانب رئيسي من البيئة الاجتماعية للطيور الاستعمارية.
ومن المعروف أن بعض الطيور تعيش في المستعمرات عندما تكون الظروف مناسبة، ولكن ليس دائمًا. وعُرِف الحمام أبيض الجناح في جنوب غرب أمريكا الشمالية أنه يعيش في مستعمرات كبيرة عندما تستطيع مناطق المؤن أن تستوعب مثل هذه الأعداد. وفي عام 1978، في تاماوليباس بالمكسيك، أحصى الباحثون 22 مستعمرة تكاثر من الحمائم بيضاء الجناح مع حجم جماعي لأكثر من ثمانية ملايين طائر. ولكن مع تحول المَواطن من خلال التحضر أو الزراعة، يبدو أن الحمائم انتشرت إلى مستعمرات أصغر وأقل عمرًا. واليوم، يُلاحظ أن هذه الحمائم تكتنف عشًا فرديًا واستعماريًا في كل من المناطق الحضرية والريفية.
كما تم تطبيق مصطلح مستعمرة، وربما يكون تعبير مضلل، على مجموعات التعشيش الأصغر، مثل الأنواع التي تعيش في الغابات وتعشش جماعيا في موقع مناسب من الأشجار. ونقار الخشب هو نوع من الكائنات المهددة بالانقراض في جنوب شرق أمريكا الشمالية، كما أنه نوع اجتماعي يغذي ويتكاثر في مجموعات عائلية أو عشائر، وتعشش العشائر في مجموعات من تجاويف الأشجار وتستخدم نظام التربية تعاونية، كما أن هناك العديد من أنواع الببغاء التي تكون اجتماعية للغاية، على سبيل المثال، الببغاء ذو المنقار السميك هو طائر آخر يعشش ويتجانس بشكل جماعي، ولوحظ أن الأفراد الذين يعيشون في الأعشاش المجاورة يتواصلون مع بعضهم البعض كل صباح للإشارة إلى استعدادهم لتشكيل أسراب للبحث عن الطعام. ومع ذلك، فإن هذه الهياكل الاجتماعية المعقدة في الطيور هي نوع مختلف من السلوك الجماعي مما هو معتاد في العادة.

## وظائف بيئية
يُعتَقد أن عادة التعشيش في مجموعات توفر حياة أفضل ضد الحيوانات المفترسة بعدة طرق. وتقع العديد من المستعمرات في مواقع خالية بشكل طبيعي من الحيوانات المفترسة. وفي حالات أخرى، وجود العديد من الطيور يعني وجود المزيد من الأفراد للدفاع. وأيضًا، يؤدي التكاثر المتزامن إلى وفرة النسل كما إشباع الحيوانات المفترسة.
وبالنسبة للطيور البحرية، تتمتع المستعمرات في الجزر بميزة واضحة على مستعمرات البر الرئيسي عندما يتعلق الأمر بالحماية من الحيوانات المفترسة الأرضية. ووجدت دراسة أجريت على الكاسيكات المغطاة بالأصفر في بيرو أن الطيور التي تبني أعشاشا مغلقة تشبه الحقيبة في مستعمرات تصل إلى مائة من الأعشاش النشطة تضع نفسها بالقرب من أعشاش الدبابير، مما يوفر بعض الحماية من الحيوانات المفترسة التي تعيش على الأشجار، مثل القرود. وعندما تأتي الطيور الأخرى لسرقة الأعشاش، فإن زعماء المستعمرة سيدافعون بشكل تعاوني عن المستعمرة من خلال مهاجمة الغزاة. إن المهاجمة، وهي جهد جماعي واضح، هي سلوك معروف جيدا لا يقتصر على الأنواع الاستعمارية. وكلما ازداد عدد الطيور التي تشارك في التجمع، كلما كان أكثر فاعلية في طرد المفترس؛ لذلك، فقد تم الافتراض بأن العدد الأكبر من الأفراد الذين يتحلون باليقظة والدفاع يجعل المستعمرة مكانًا أكثر أمانًا للطيور الفردية التي تعيش هناك، ويكون هناك المزيد من أزواج العيون والأذنين متوفرة للإنذار والاستعداد.
وهناك اعتقاد آخر هو أن المستعمرات تعمل كمراكز للمعلومات والطيور التي لم تعثر على مواقع مؤن جيدة قادرة على متابعة الآخرين، الذين كانوا أفضل حالاً للعثور على الطعام. وهذه الفرضية من شأنها أن تفسر السبب في أن العويسق، الذي يتغذى على الحشرات، يتكاثر في المستعمرات في حين أن العوسق الشائع ذو الصلة، الذي يتغذى على فريسة أكبر ليس كذلك.
والسلوك الاستعماري له تكاليفه كذلك، وقد لوحظ أن التطفل من قِبَل الطفيليات الدموية الحيوانية هو أعلى في الطيور الاستعمارية، وقد اقتُرح أن طفيليات الدم قد شكلوا تكيفات مثل أعضاء أكبر في الجهاز المناعي وخصائص الحياة، وتشمل التكاليف الأخرى متطفلات الأعشاش والتنافس على الغذاء والأراضي. وحجم المستعمرة هو أحد العوامل في الوظيفة البيئية لتداخل المستعمرات، ويمكن أن يزيد التنافس المتزايد على الطعام في المستعمرات الأكبر من صعوبة قيام الوالدين بإرضاع صغارهما.
ويبدو أن فوائد وعيوب طيور التعشيش في مجموعات تعتمد بدرجة كبيرة على الموقع. وعلى الرغم من أن العلماء قد افترضوا مزايا تعشيش المجموعة فيما يتعلق بتمكين السلوك الدفاعي للمجموعة، والهروب من الافتراس من خلال كونهم محاطين بالجيران، بالإضافة إلى الهروب من الحيوانات المفترسة من خلال الأعداد المطلقة، ولكن في الواقع كل من هذه المزايا يعتمد على عدد من العوامل. وهناك بعض الشكوك حول ما إذا كان الميل للتكاثر يجذب الحيوانات المفترسة، ويقترح البعض أن التكاثر في المستعمرات يمكن أن يجعل الطيور أكثر عرضة للخطر. ففي مستعمرة الخرشنة المألوفة في ولاية مينيسوتا، أشارت دراسة أجريت على طيور زمار الرمل التي تم رصدها تعشش بالقرب من مستعمرة الخرشنة، إلى أن طيور زمار الرمل التي عششت بالقرب من المستعمرة تبدو وكأنها اكتسبت بعض الحماية ضد الحيوانات المفترسة من الثدييات، ولكن يبدو أن مفترسات الطيور قد انجذبت للمستعمرة، وأصبحت طيور زمار الرمل هناك أكثر عرضة للخطر. وفي دراسة أجريت على مستعمرة الخرشنة الصغرى في ولاية كونيتيكت، لوحظ أن الطيور المفترِسة الليلية مثل غراب الليل أسود التاج والبومة القرناء الكبيرة قد غزت المستعمرة بشكل متكرر، وحلقت في وسط المستعمرة ولم تلتق بأي مقاومة.
وبالنسبة للطيور البحرية، فإن موقع المستعمرات في الجزر، التي يتعذر وصولها إلى الحيوانات المفترسة البرية يعد ميزة واضحة، بينما تم تدمير مستعمرات الطيور البحرية في الجزر التي وصلت إليها الحيوانات المفترسة البرية على شكل جرذان وقطط وثعالب وغيرها. وكانت إحدى الحالات المدروسة جيدا لهذه الظاهرة هي التأثير على مستعمرات الميتر الشائع في الجزر في ألاسكا؛ حيث أُدخِلت الثعالب من أجل تجارة الفراء.

## استخدام البشر

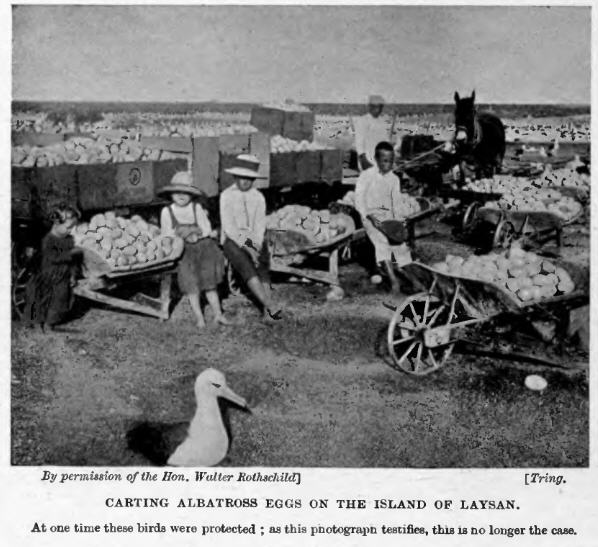
بيض تم جمعه من مستعمرة طيور في جزيرة ليسان في أوائل القرن العشرين.

وقد استخدم البشر مستعمرات طيور التعشيش كمصدر للغذاء في شكل بيض ولحم، والريش لأقلام الريشة، وذرق الطيور للأسمدة. وقد يكون الاستغلال المفرط مدمرًا للمستعمرة أو حتى لجميع الأنواع الاستعمارية. على سبيل المثال، كان هناك مستعمرة من الطيور البحرية الكبيرة المعروفة باسم الأوك العظيم، والتي تعشش في مستعمرات في شمال المحيط الأطلسي، وتم استخدام البيض والطيور لمجموعة متنوعة من الأغراض. وابتداءً من القرن السادس عشر، أخذ البحارة الطيور بأعداد كبيرة لملء خزانات السفن، وبحلول منتصف القرن التاسع عشر، انقرض الأوك العظيم. وبالمثل، تم قتل طيور القطرس قصيرة الذيل في شمال المحيط الهادئ بشكل كبير في ما يبدو أنه مستعمرتها الأساسية في جزيرة توريشيما. وقُتل ملايين الطيور في أقل من عقدين في نهاية القرن التاسع عشر. ولكن ظل ذلك الجنس موجودا رغم أنه معرض للخطر. وفي أمريكا الشمالية، تم توثيق إبادة الحمام الهاجر، وتم اصطياد الطيور من قِبل الآلاف من الناس، وشحنهم إلى السوق عن طريق السكك الحديدية. والحمام المهاجر هو مثال مشهور لطائر مألوف انقرض في العصر الحديث.
وبدأ استخدام فضلات الطيور البحرية كسماد، وبدأ ذلك مع السكان الأصليين البيروفيين، الذين قاموا بجمعها من مواقع على طول ساحل أمريكا الجنوبية، مثل جزر شينشا. وعندما أصبحت قيمة هذا الأسمدة معروفة في العالم الأوسع بعد الغزو الإسباني، ازداد جمع ذرق الطيور إلى حد نفاذها، وأُوجِدت مصادر أخرى لذرق الطيور.

## معرض الصور
يمكن أن تكون مستعمرات طيور البحر في الغالب نوعًا واحدًا أو خليطًا من عدة أنواع:

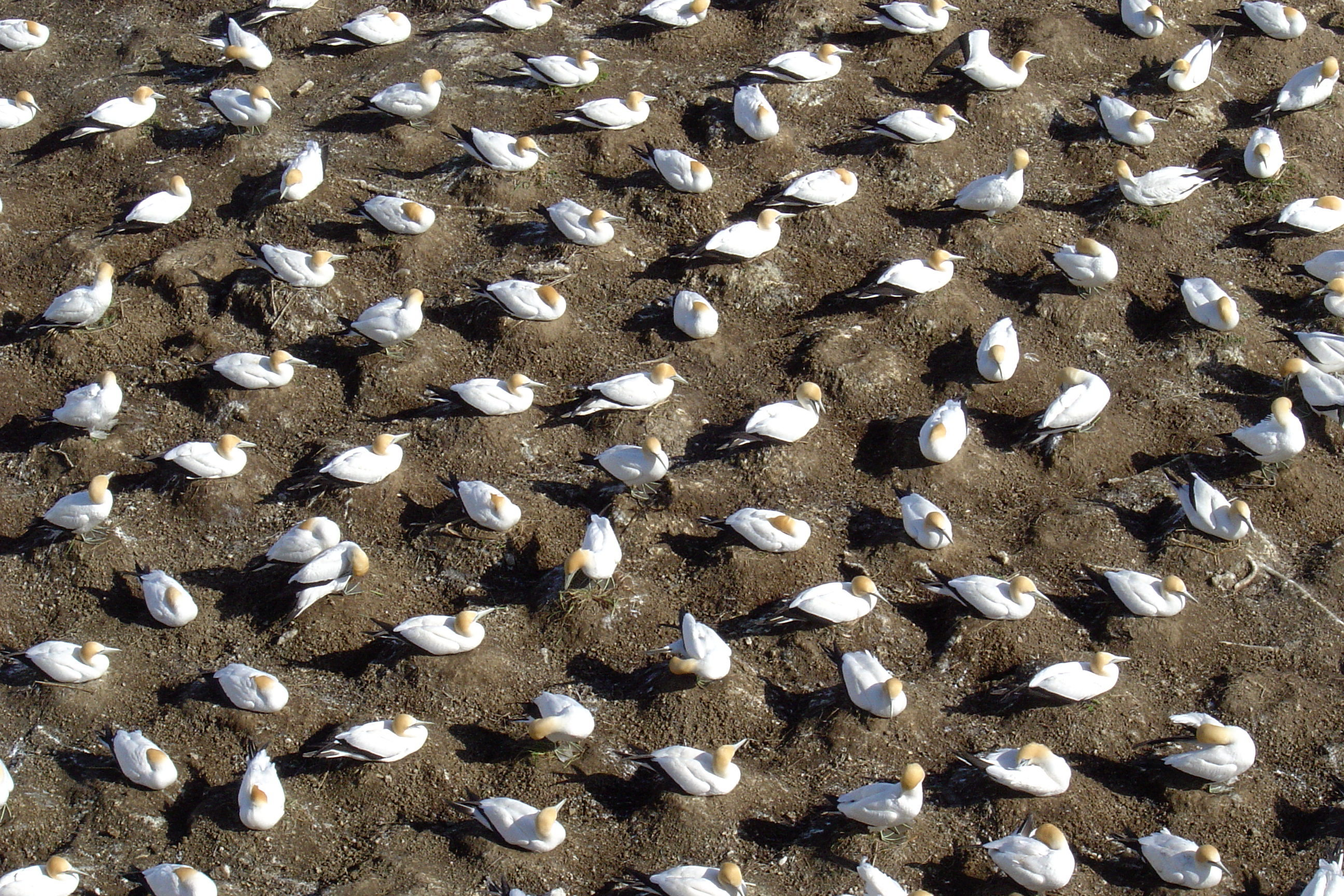
طيور الأطيش الأسترالية في مستعمرة موريواي في نيوزيلندا
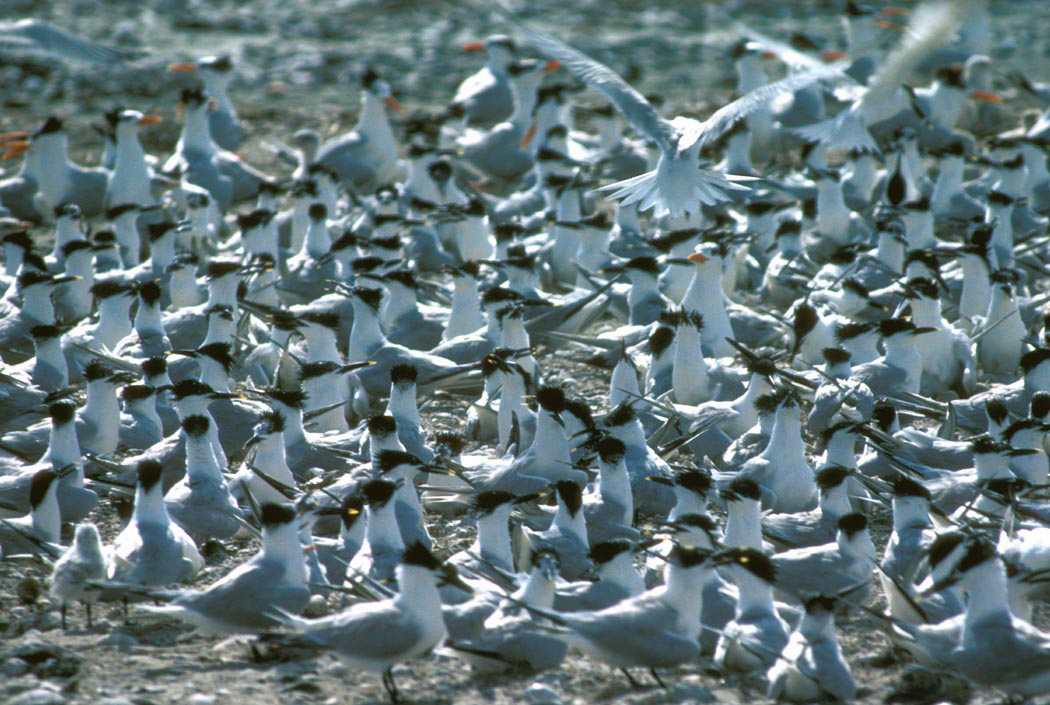
مستعمرة كثيفة من طيور الخرشنة السادويتشية)
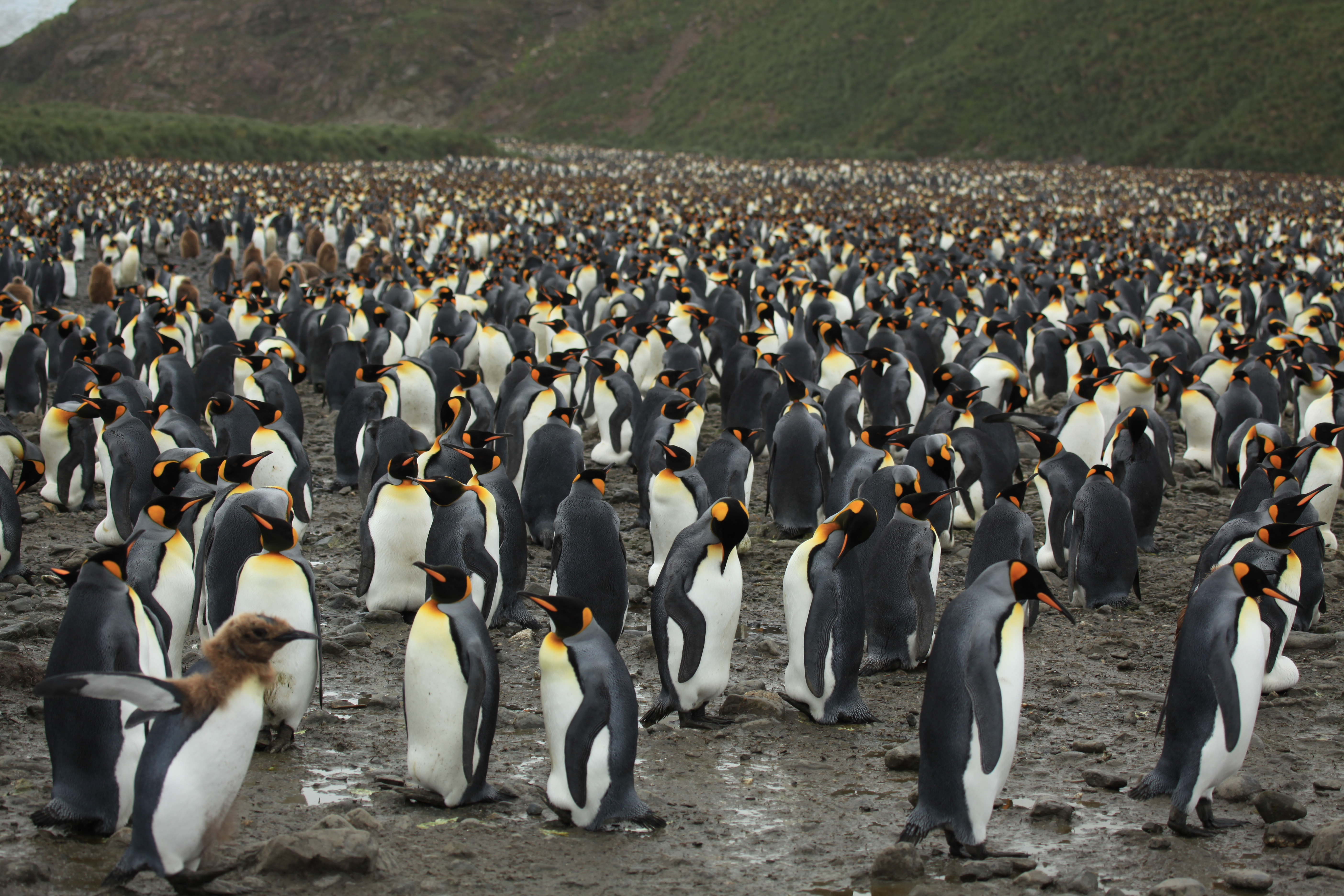
مستعمرة من 200,000 طائر بطريق ملك على جزيرة جورجيا الجنوبيّة
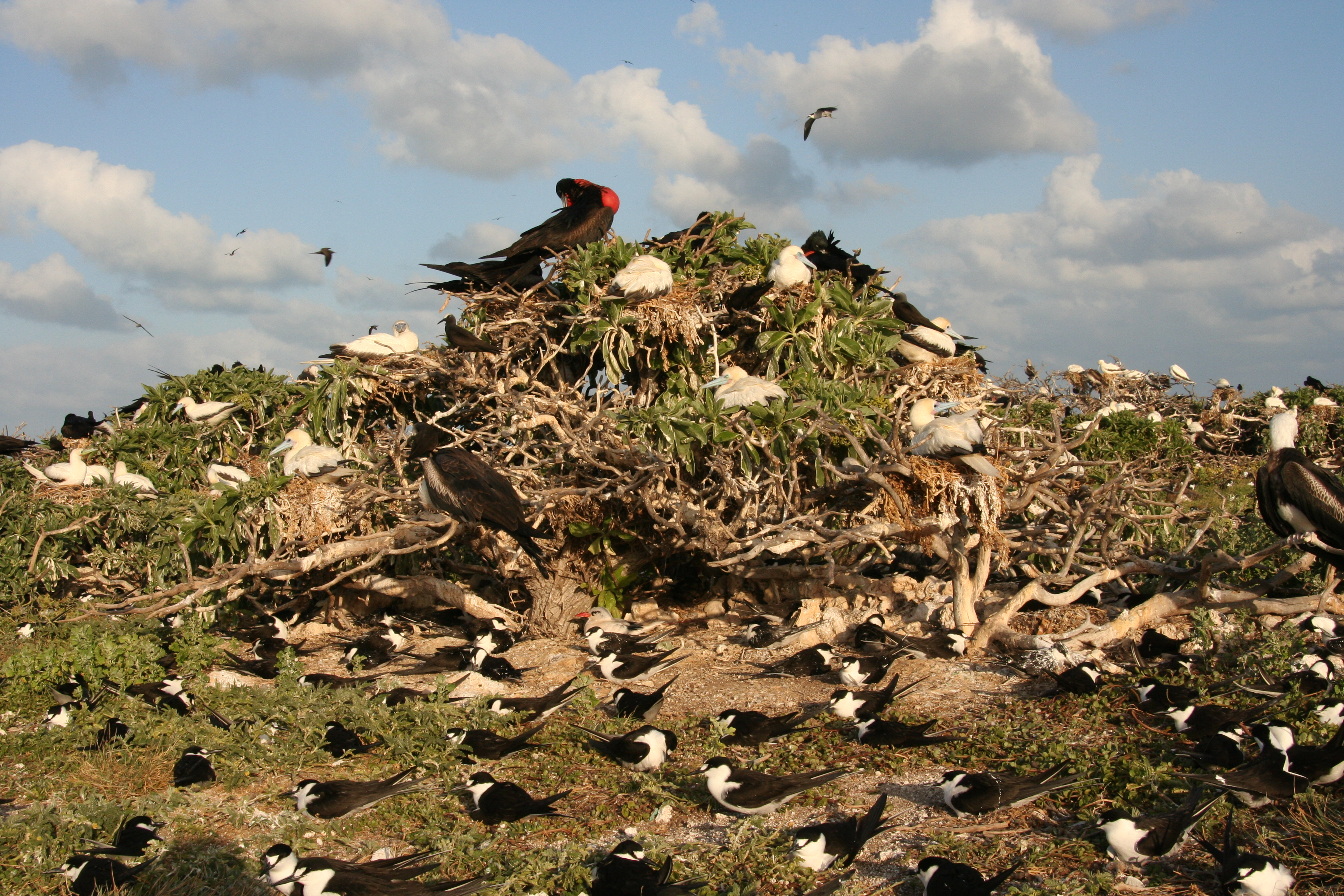
مستمرة من الطيور البحرية على الجزر الهاوايية

ويمكن أن يكون التعشيش الاستعماري متقاربًا بدرجة تجعل الأعشاش المتعددة متشابكة:

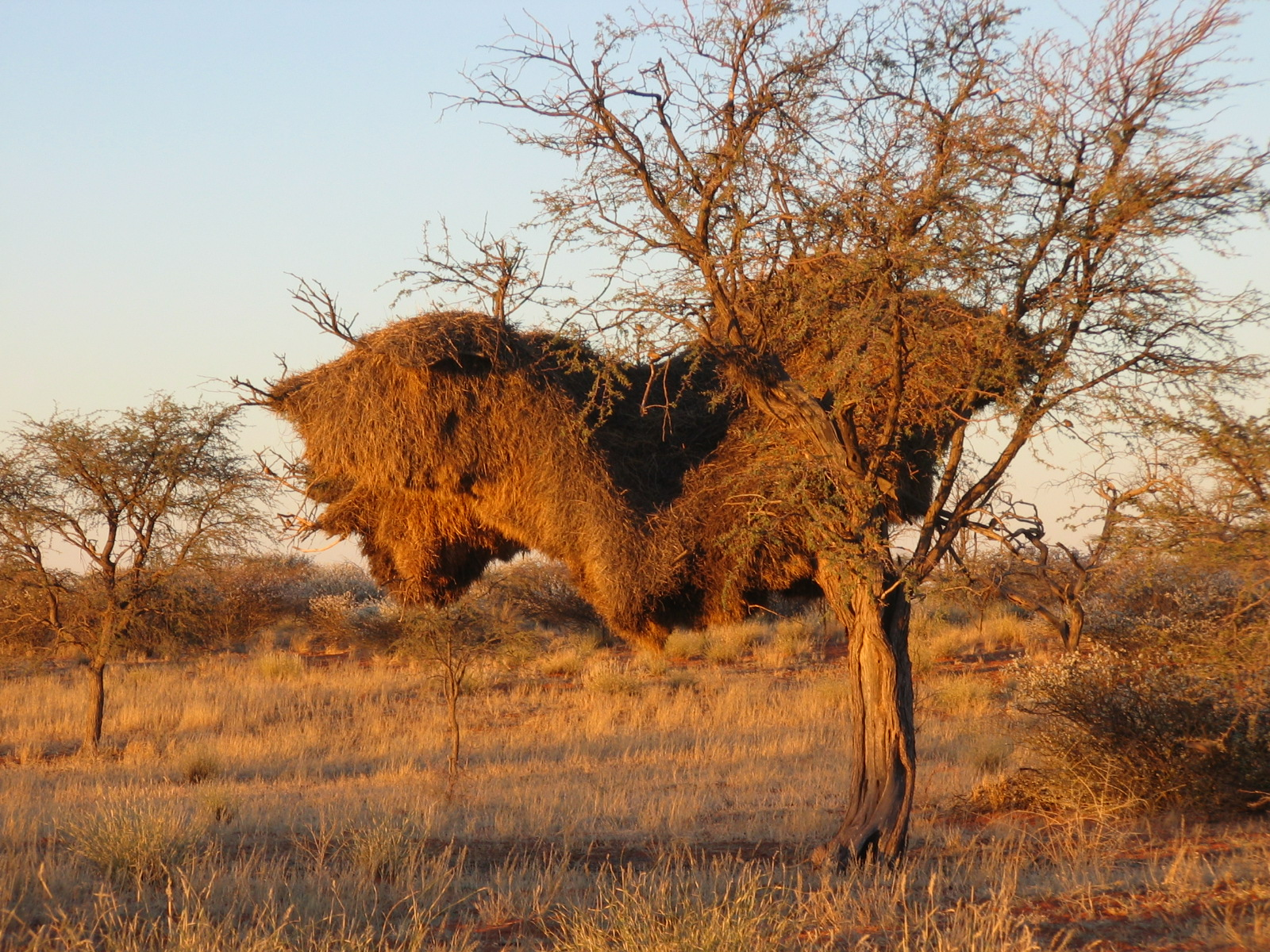
سولعة طائر الجمهوري في ناميبيا
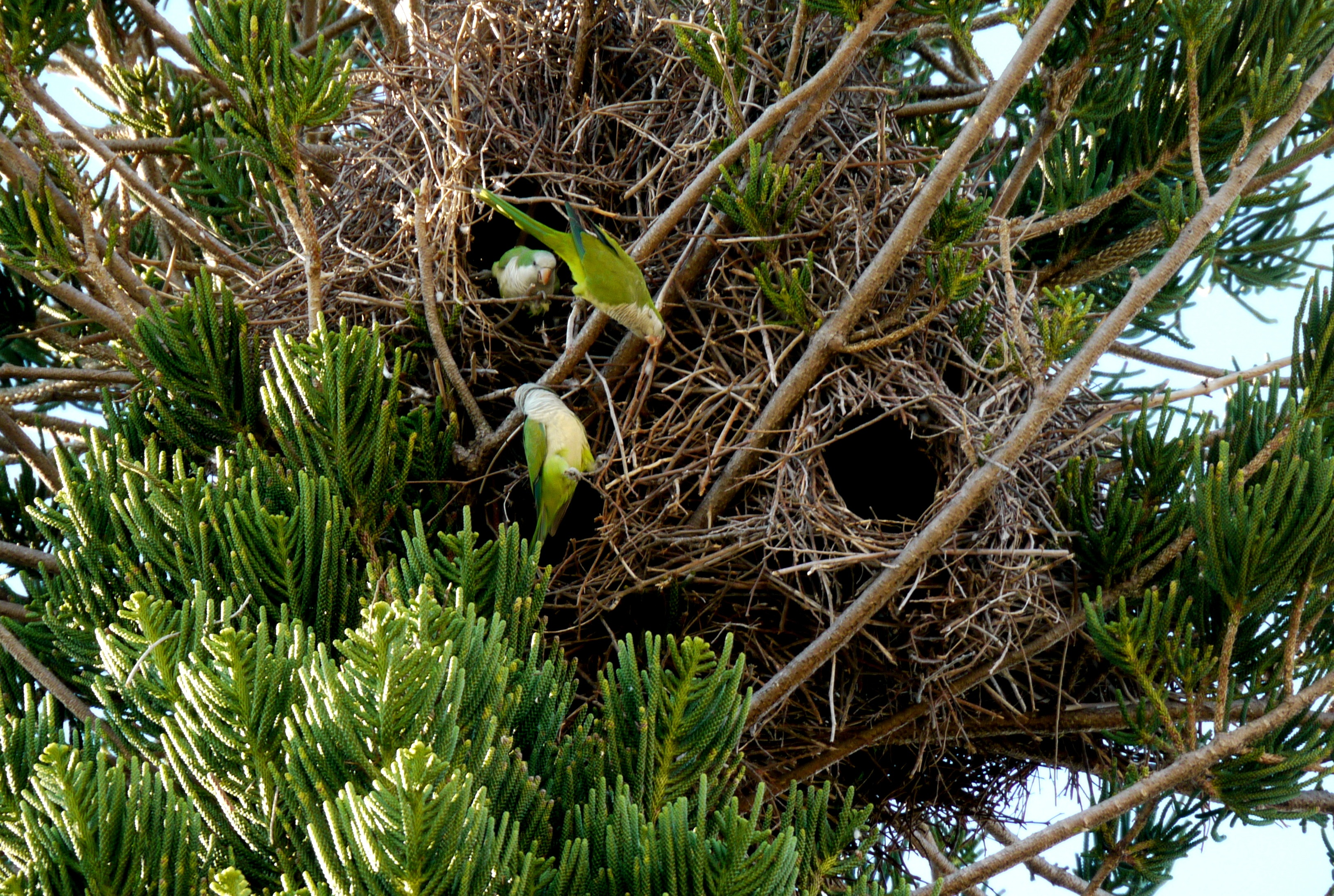
مستعمرة أعشاش الدرة الراهبة

وهناك تباين آخر يتمثل في وجود أعشاش منفصلة مجمعة بشكل وثيق:

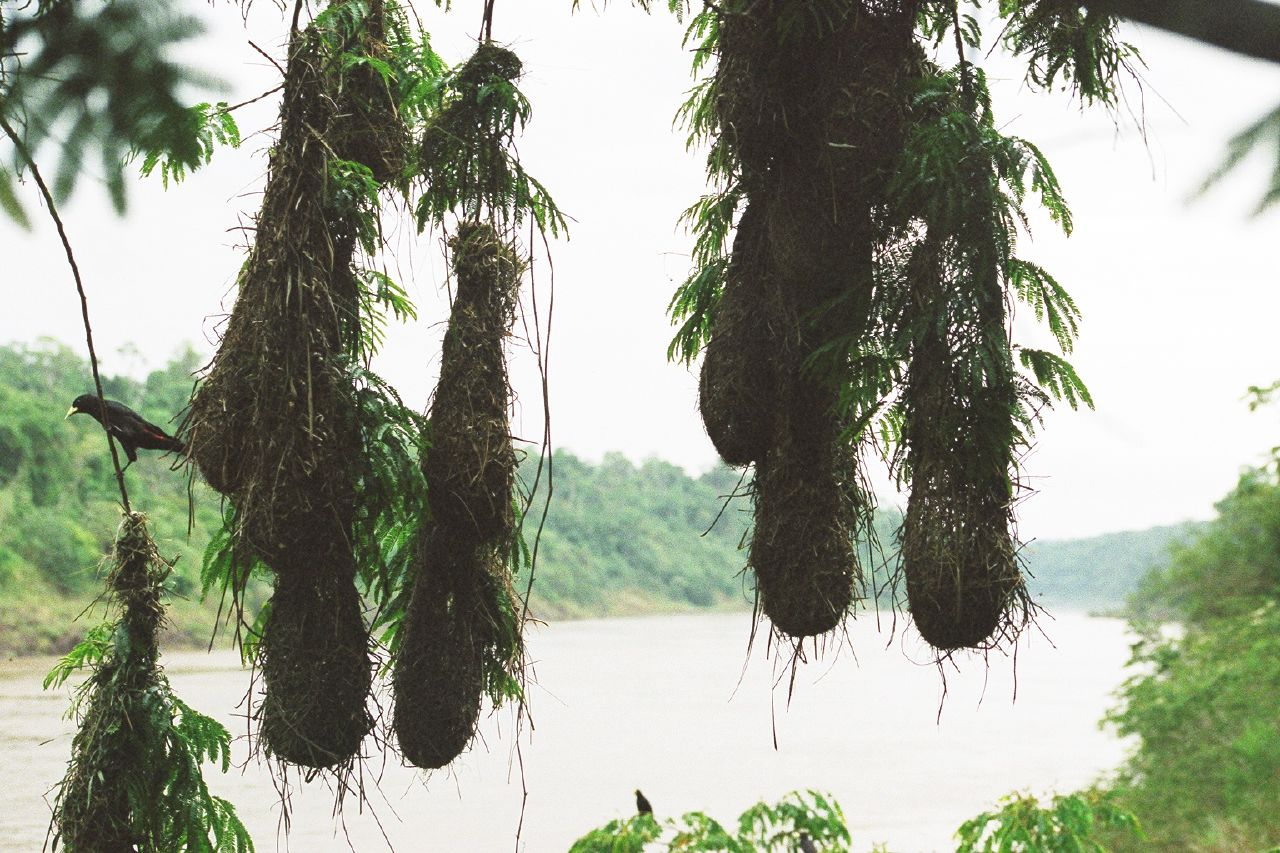
عش مستعمرة عش كاسيك أحمر الزمكى من النهر.
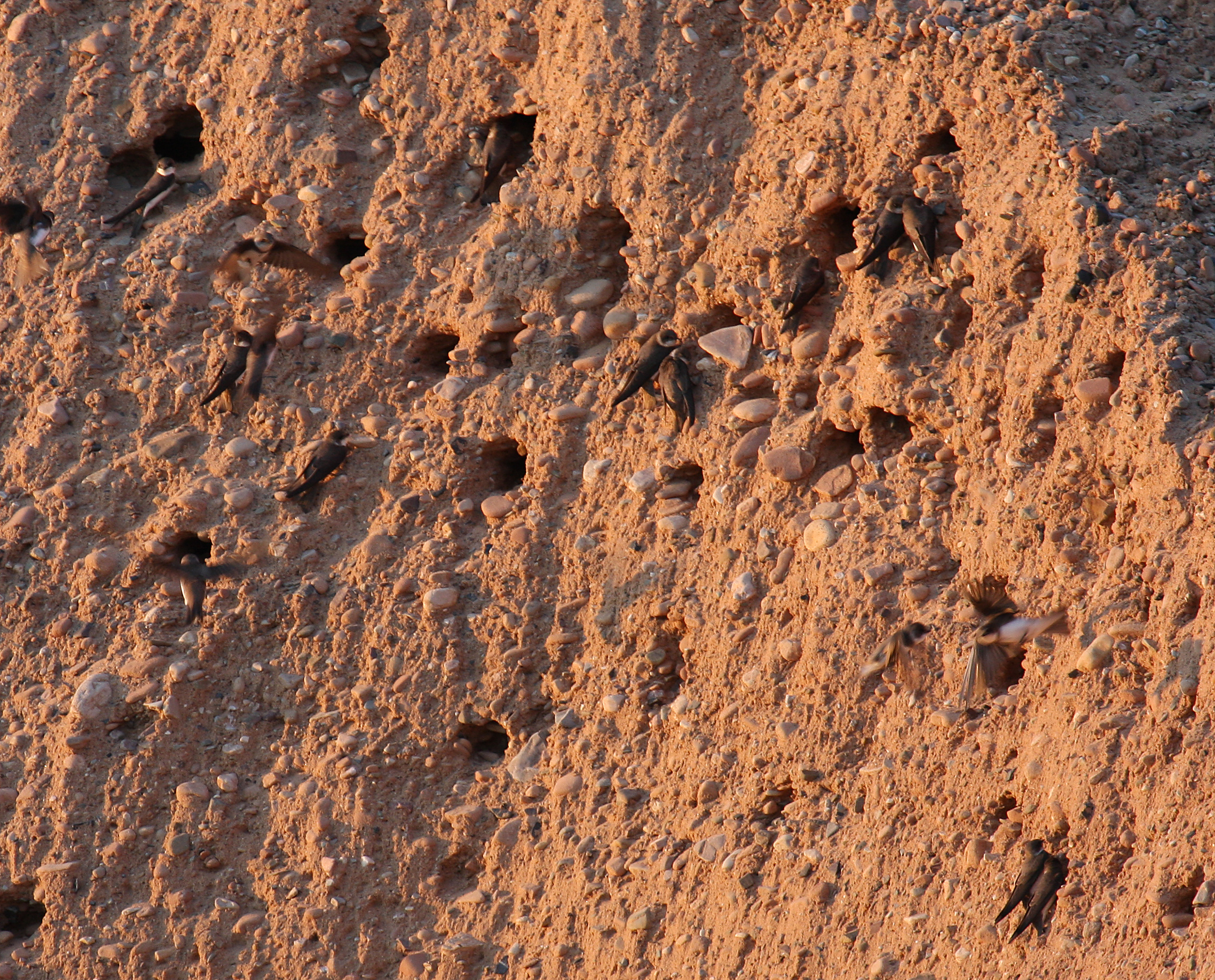
فجوات أعشاش سنونو الرمل
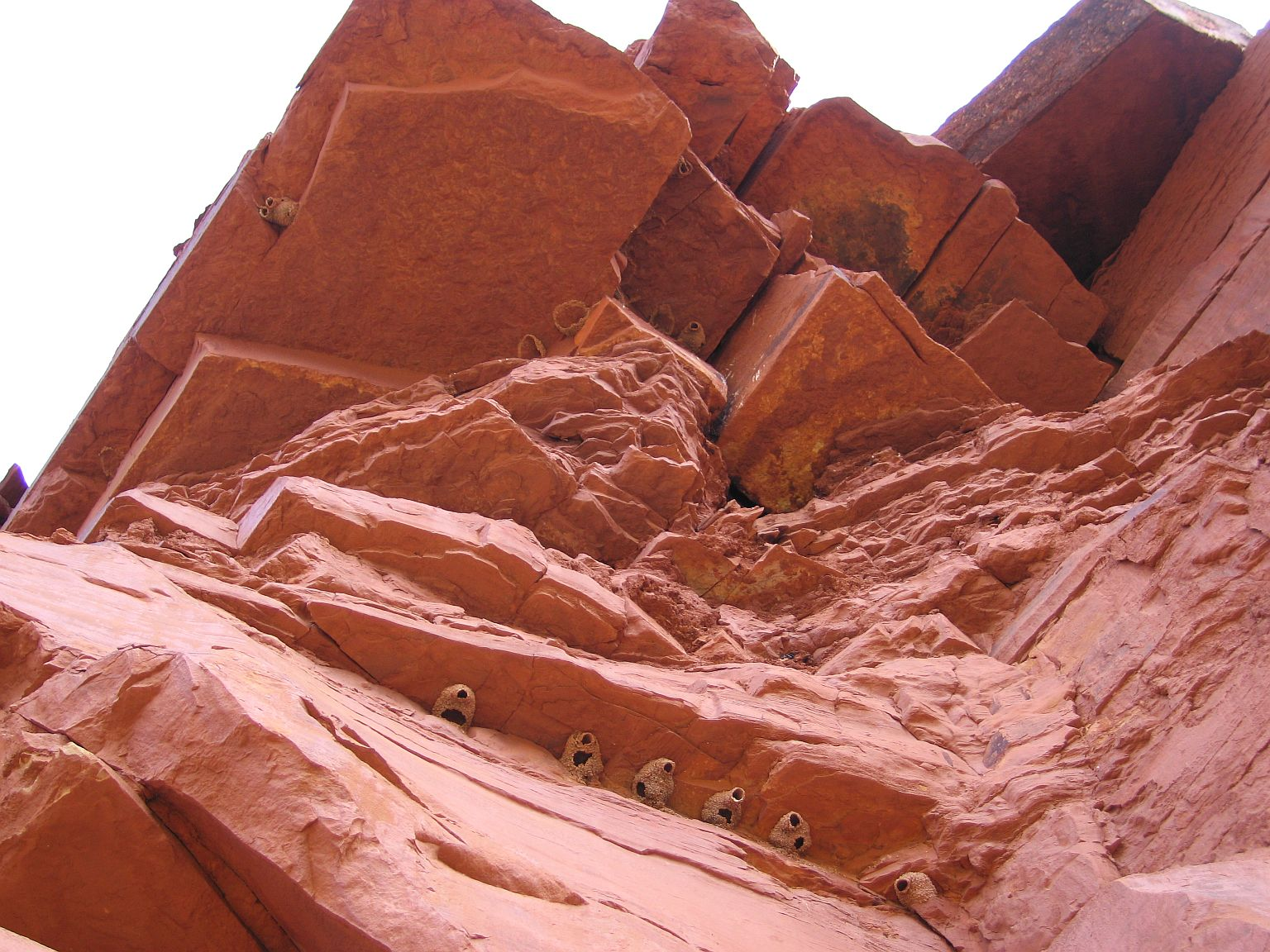
أعشاش السنونو في ولاية يوتا بالولايات المتحدة الأمريكية
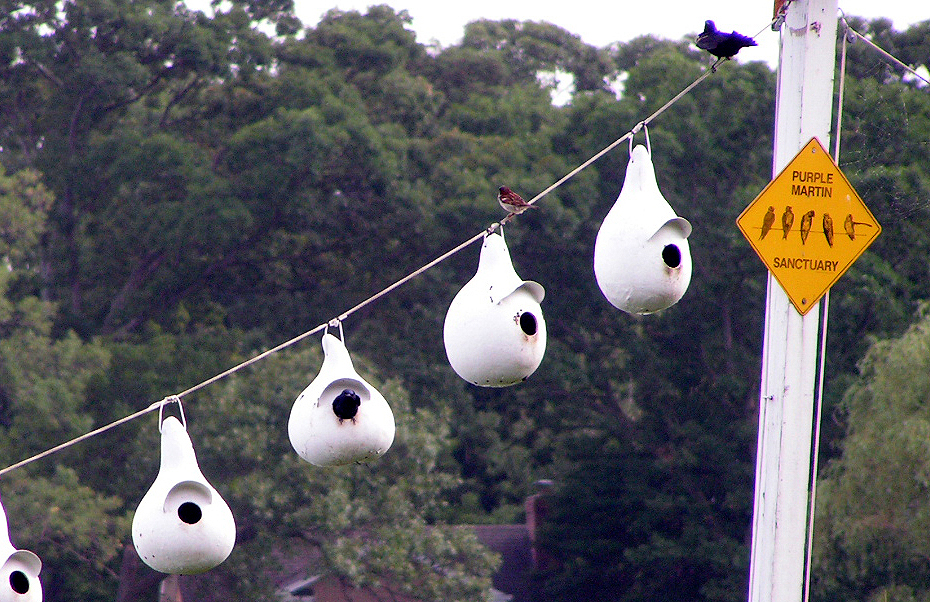
يقطين اصطناعي من أجل السنونو الأرجواني، الولايات المتحدة الأمريكية

وغالبًا ما تكون البلشونيات في أعلى قمة الأشجار:

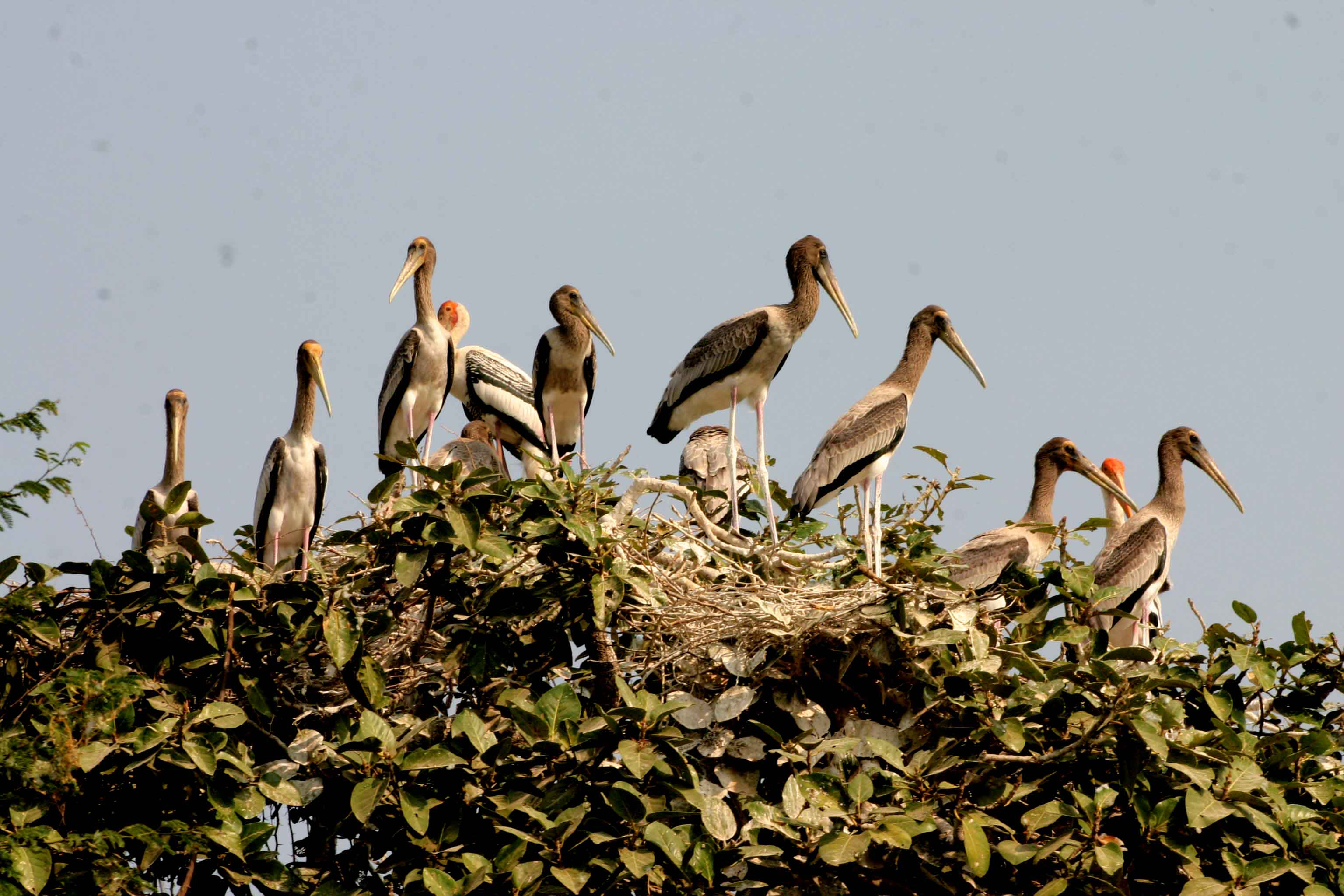
اللقلق المطلي في كجرات بالهند
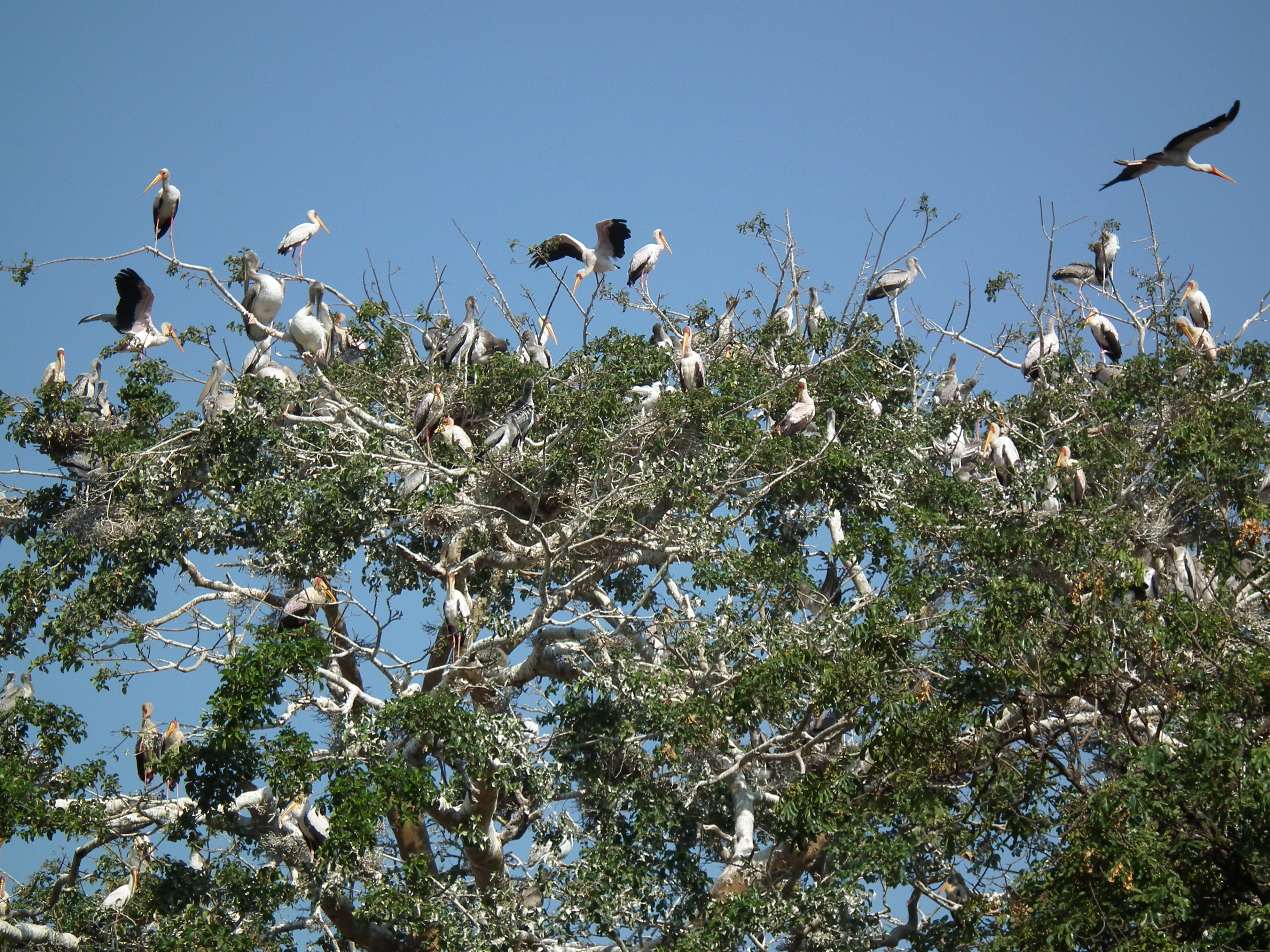
اللقلق أصفر المنقار في تنزانيا
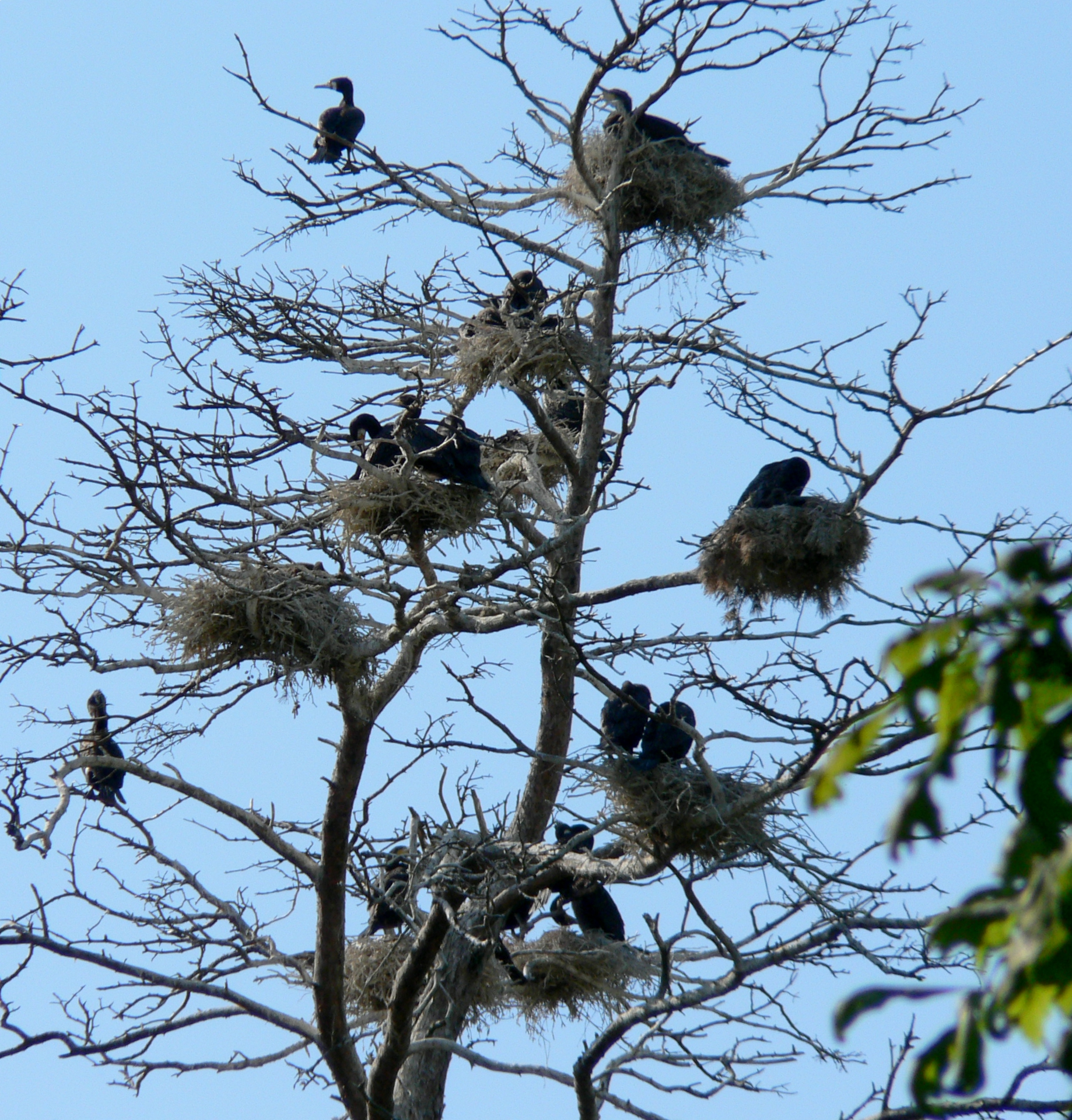
الغاق العظيم في ليتوانيا
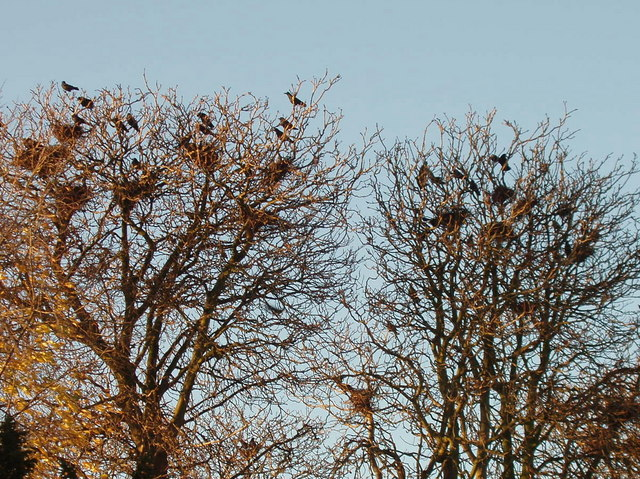
الغراب في كامبريدجشير في بريطانيا العظمى

## روابط خارجية
- الطيور المائية الاستعمارية
- الطيور المستعمِرة